# Halichondria turritella
Halichondria turritella är en svampdjursart som först beskrevs av Schmidt 1870.  Halichondria turritella ingår i släktet Halichondria och familjen Halichondriidae.
Artens utbredningsområde är Florida. Inga underarter finns listade i Catalogue of Life.